# Zlatni globus za najboljeg glumca – komedija ili mjuzikl
Zlatni globus za najboljeg glumca - komedija ili mjuzikl kao posebnu kategoriju prvi put je 1951. dodijelila organizacija Hollywood Foreign Press. Prije je postojala jedinstvena nagrada za "najboljeg glumca na filmu", pa je dijeljenjem te nagrade nastao Zlatni globus za najboljeg glumca – drama.

## Dobitnici i nominirani

### 1950-e
| Godina | Dobitnik film                          | Nominirani |
| ------ | -------------------------------------- | --- |
| 1950.  | Fred Astaire – Tri male riječi         | Dan Dailey – When Willie Comes Marching Home Harold Lloyd – Luda srijeda                                                                                     |
| 1951.  | Danny Kaye – Na rivijeri               | Bing Crosby – Here Comes the Groom Gene Kelly – Amerikanac u Parizu                                                                                          |
| 1952.  | Donald O'Connor – Pjevajmo na kiši     | Danny Kaye – Hans Christian Andersen Cifton Webb – Stars and Stripes Forever                                                                                 |
| 1953.  | David Niven – Mjesec je plav           | |
| 1954.  | James Mason – Zvijezda je rođena       | |
| 1955.  | Tom Ewell – Sedam godina vjernosti     | |
| 1956.  | Cantinflas – Put oko svijeta u 80 dana | Marlon Brando – Čajanka na mjesečini Yul Brynner – Kralj i ja Glenn Ford – Čajanka na mjesečini Danny Kaye – Dvorska luda                                    |
| 1957.  | Frank Sinatra – Prijatelj Joey         | Maurice Chevalier – Ljubav poslijepodne Glenn Ford – Don't Go Near the Water David Niven – Moj čovjek Godfrey Tony Randall – Will Success Spoil Rock Hunter? |
| 1958.  | Danny Kaye – Ja i pukovnik             | Maurice Chevalier – Gigi Clark Gable – Učiteljev ljubimac Cary Grant – Indiscreet Louis Jordan – Gigi                                                        |
| 1959.  | Jack Lemmon – Neki to vole vruće       | Clark Gable – Ali ne za mene Cary Grant – Operacija Podsuknja Dean Martin – Who Was That Lady Sidney Poitier – Porgy i Bess                                  |

### 1960-e
| Godina | Dobitnik film                                     | Nominirani |
| ------ | ------------------------------------------------- | --- |
| 1960.  | Jack Lemmon – Apartman                            | Dirk Bogarde – Pjesma bez kraja Cantinflas – Pepe Cary Grant – Trava je zelenija Bob Hope – Životne činjenice |
| 1961.  | Glenn Ford – Džep pun čuda                        | Fred Astaire – The Pleasure Of His Company Richard Beymer – Priča sa zapadne strane Bob Hope – Neženja u raju Fred MacMurray – Rastreseni profesor |
| 1962.  | Marcello Mastroianni – Razvod na talijanski način | Stephen Boyd – Billy Rose's Jumbo Jimmy Durante – Billy Rose's Jumbo Cary Grant – Zavodnici Charlton Heston – Pigeon That Took Rome Karl Malden – Ciganka Robert Preston – Glazbenik Alberto Sordi – Best Of Enemies James Stewart – Mr. Hobbs Takes a Vacation  |
| 1963.  | Alberto Sordi – Vrag                              | Albert Finney – Tom Jones James Garner – Wheeler Dealers Cary Grant – Šarada Jack Lemmon – Slatka Irma Jack Lemmon – Under the Yum Yum Tree Frank Sinatra – Come Blow Your Horn Terry-Thomas – Miš na mjesecu Jonathan Winters – It's a Mad, Mad, Mad, Mad World |
| 1964.  | Rex Harrison – My Fair Lady                       | Marcello Mastroianni – Brak na talijanski način Peter Sellers – Pink Panther Peter Ustinov – Topkapi Dick Van Dyke – Mary Poppins |
| 1965.  | Lee Marvin – Cat Ballou                           | Jack Lemmon – Velika utrka Jerry Lewis – Boeing, Boeing Jason Robards – Tisuću klaunova Alberto Sordi – Those Magnificent Men In Their Flying Machines |
| 1966.  | Alan Arkin – Rusi dolaze, Rusi dolaze             | Alan Bates – Georgy Girl Michael Caine – Gambit Lionel Jeffries – The Spy With a Cold Nose Walter Matthau – Kolačić sreće |
| 1967.  | Richard Harris – Camelot                          | Richard Burton – Ukroćena goropadnica Rex Harrison – Doktor Dolittle Dustin Hoffman – Diplomac Ugo Tognazzi – Vrhunac |
| 1968.  | Ron Moody – Oliver!                               | Fred Astaire – Finianova duga Jack Lemmon – Čudni par Walter Matthau – Čudni par Zero Mostel – Producenti |
| 1969.  | Peter O'Toole – Zbogom, gospodine Chips           | Dustin Hoffman – John i Mary Lee Marvin – Svi za Eldorado Steve McQueen – The Reivers Anthony Quinn – Tajna Santa Vittorije |

### 1970-e
| Godina | Dobitnik film                           | Nominirani |
| ------ | --------------------------------------- | --- |
| 1970.  | Albert Finney – Božićna priča           | Richard Benjamin – Dnevnik lude kućanice Elliott Gould – M*A*S*H Jack Lemmon – Pravi provincijalci Donald Sutherland – M*A*S*H                                   |
| 1971.  | Chaim Topol – Guslač na krovu           | Bud Cort – Harold i Maude Dean Jones – $1,000,000 Duck Walter Matthau – Kotch Gene Wilder – Willie Wonka i tvornica čokolade                                     |
| 1972.  | Jack Lemmon – Avanti!                   | Edward Albert – Leptiri su slobodni Charles Grodin – Zavodnik Walter Matthau – Pete i Tillie Peter O'Toole – Čovjek iz La Manche                                 |
| 1973.  | George Segal – Put u visoko društvo     | Carl Anderson – Isus Krist Superstar Richard Dreyfuss – Američki grafiti Ted Neely – Isus Krist Superstar Ryan O'Neal – Mjesec od papira                         |
| 1974.  | Art Carney – Harry i Tonto              | James Earl Jones – Claudine Jack Lemmon – Naslovna strana Walter Matthau – Naslovna strana Burt Reynolds – Zatvorski krug                                        |
| 1975.  | Walter Matthau – Sunčani momci          | Warren Beatty – Holivudski frizer George Burns – Sunčani momci James Caan – Smiješna dama Peter Sellers – Povratak Pinka Panthera                                |
| 1976.  | Kris Kristofferson – Zvijezda je rođena | Mel Brooks – Nijemi film Peter Sellers – Pink Panther uzvraća udarac Jack Weston – Ritz Gene Wilder – Silver Streak                                              |
| 1977.  | Richard Dreyfuss – Djevojka za zbogom   | Woody Allen – Annie Hall Mel Brooks – Visoka napetost Robert De Niro – New York New York John Travolta – Groznica subotnje večeri                                |
| 1978.  | Warren Beatty – Nebo može čekati        | Alan Alda – U isto vrijeme, sljedeće godine Gary Busey – Priča o Buddyju Hollyju Chevy Chase – Foul Play George C. Scott – Film, film John Travolta – Briljantin |
| 1979.  | Peter Sellers – Dobrodošli, g. Chance   | George Hamilton – Ljubav na prvi ugriz Dudley Moore – Desetka Burt Reynolds – Početi iznova Roy Scheider – Sav taj jazz                                          |

### 1980-e
| Godina | Dobitnik film                           | Nominirani |
| ------ | --------------------------------------- | --- |
| 1980.  | Ray Sharkey – Stvaratelj idola          | Neil Diamond – Jazz pjevač Tommy Lee Jones – Rudareva kći Paul Le Mat – Melvin i Howard Walter Matthau – Hopscotch                                   |
| 1981.  | Dudley Moore – Arthur                   | Alan Alda – Četiri sezone George Hamilton – Zorro: The Gay Blade Steve Martin – Novčići s neba Walter Matthau – Prvi ponedjeljak u listopadu         |
| 1982.  | Dustin Hoffman – Tootsie                | Peter O’Toole – Moja najdraža godina Al Pacino – Autor! Autor! Robert Preston – Victor, Victoria Henry Winkler – Noćna smjena                        |
| 1983.  | Michael Caine – Odgajajući Ritu         | Woody Allen – Zelig Tom Cruise – Opasni poslovi Eddie Murphy – Kolo sreće Mandy Patinkin – Yentl                                                     |
| 1984.  | Dudley Moore – Mickey i Maude           | Steve Martin – Sve od mene Eddie Murphy – Policajac s Beverly Hillsa Bill Murray – Istjerivači duhova Robin Williams – Moskva na Hudsonu             |
| 1985.  | Jack Nicholson – Čast Prizzijevih       | Jeff Daniels – Purpurna ruža Kaira Griffin Dune – U sitne sate Michael J. Fox – Povratak u budućnost James Garner – Murphyeva romansa                |
| 1986.  | Paul Hogan – Krokodil Dundee            | Matthew Broderick – Slobodan dan Ferrisa Buellera Jeff Daniels – Divlja djevojka Danny De Vito – Bezobzirni ljudi Jack Lemmon – To je život!         |
| 1987.  | Robin Williams – Dobro jutro, Vijetname | Nicolas Cage – Začarana mjesecom Danny De Vito – Baci mamu iz vlaka William Hurt – TV Dnevnik Steve Martin – Roxanne Patrick Swayze – Prljavi ples   |
| 1988.  | Tom Hanks – Veliki                      | Michael Caine – Prljavi, pokvareni varalice John Cleese – Riba zvana Wanda Robert De Niro – Ponoćna utrka Bob Hoskins – Tko je smjestio Zeki Rogeru? |
| 1989.  | Morgan Freeman – Vozeći gospođicu Daisy | Billy Crystal – Kada je Harry sreo Sally Michael Douglas – Rat ruža Steve Martin – Roditeljstvo Jack Nicholson – Batman                              |

### 1990-e
| Godina | Dobitnik film                           | Nominirani |
| ------ | --------------------------------------- | --- |
| 1990.  | Gerard Depardieu – Zelena karta         | Macaulay Culkin – Sam u kući Johnny Depp – Edward Škaroruki Richard Gere – Zgodna žena Patrick Swayze – Duh                                 |
| 1991.  | Robin Williams – Kralj ribara           | Jeff Bridges – Kralj ribara Billy Crystal – Gradski šminkeri Dustin Hoffman – Kuka Kevin Kline – Sapunica                                   |
| 1992.  | Tim Robbins – Igrač                     | Nicolas Cage – Medeni mjesec u Vegasu Billy Crystal – Mr. Saturday Night Marcello Mastroianni – Iskorišteni ljudi Tim Robbins – Bob Roberts |
| 1993.  | Robin Williams – Tatica u suknji        | Johnny Depp – Benny i Joon Tom Hanks – Romansa u Seattleu Kevin Kline – Dave Colm Meaney – The Snapper                                      |
| 1994.  | Hugh Grant – Četiri vjenčanja i sprovod | Jim Carrey – Maska Johnny Depp – Ed Wood Arnold Schwarzenegger – Junior Terence Stamp – Avanture Priscille, kraljice pustinje               |
| 1995.  | John Travolta – Uhvatite maloga         | Michael Douglas – Američki predsjednik Harrison Ford – Sabrina Steve Martin – Nevjestin otac 2 Patrick Swayze – To Wong Foo                 |
| 1996.  | Tom Cruise – Jerry Maguire              | Antonio Banderas – Evita Kevin Costner – Tin Cup Nathan Lane – Krletka Eddie Murphy – Luckasti profesor                                     |
| 1997.  | Jack Nicholson – Bolje ne može          | Jim Carrey – Lažljivac Dustin Hoffman – Predsjedničke laži Samuel L. Jackson – Jackie Brown Kevin Kline – In & Out                          |
| 1998.  | Michael Caine – Mali glas               | Antonio Banderas – Zorrova maska Warren Beatty – Bulworth John Travolta – Predsjedničke boje Robin Williams – Patch Adams                   |
| 1999.  | Jim Carrey – Čovjek na Mjesecu          | Robert De Niro – Analiziraj ovo Rupert Everett – Idealni suprug Hugh Grant – Ja u ljubav vjerujem Sean Penn – Biti najbolji                 |

### 2000-e
| Godina | Dobitnik film                                                                                  | Nominirani |
| ------ | ---------------------------------------------------------------------------------------------- | --- |
| 2000.  | George Clooney – Tko je ovdje lud?                                                             | Jim Carrey – Kako je Grinch ukrao Božić John Cusack – Dućan snova Robert De Niro – Dozvola za brak Mel Gibson – Što žene vole                                            |
| 2001.  | Gene Hackman – Obitelj čudaka                                                                  | Hugh Jackman – Kate i Leopold Ewan McGregor – Moulin Rouge John Cameron Mitchell – Hedwig i gnjevni inč Billy Bob Thornton – Banditi                                     |
| 2002.  | Richard Gere – Chicago                                                                         | Nicolas Cage – Adaptacija Kieran Culkin – Igby pada Hugh Grant – Sve zbog jednog dječaka Adam Sandler – Pijani od ljubavi                                                |
| 2003.  | Bill Murray – Izgubljeni u prijevodu                                                           | Jack Black – Škola rocka Johnny Depp – Pirati s Kariba: Prokletstvo Crnog bisera Jack Nicholson – Ljubav nema pravila Billy Bob Thornton – Zločesti Djed Mraz            |
| 2004.  | Jamie Foxx – Ray                                                                               | Jim Carrey – Vječni sjaj nepobjedivog uma Paul Giamatti – Stranputica Kevin Kline – De-Lovely Kevin Spacey – Iznad mora                                                  |
| 2005.  | Joaquin Phoenix – Hod po rubu                                                                  | Pierce Brosnan – Ubojstvo i margarite Jeff Daniels – Lignja i kit Johnny Depp – Charlie i tvornica čokolade Nathan Lane – Producenti Cillian Murphy – Doručak na Plutonu |
| 2006.  | Sacha Baron Cohen – Borat: učenje o amerika kultura za boljitak veličanstveno država Kazahstan | Johnny Depp – Pirati s Kariba: Mrtvačeva škrinja Aaron Eckhart – Hvala što pušite Chiwetel Ejiofor – Opake čizme Will Ferrell – Otkucaji života                          |
| 2007.  | Johnny Depp – Sweeney Todd: Đavolji brijač Fleet Streeta                                       | Ryan Gosling – Lars ima curu Tom Hanks – Rat Charlieja Wilsona Philip Seymour Hoffman – Obitelj Savage John C. Reilly – Priča o Deweyju Coxu                             |
| 2008.  | Colin Farrell – Kriminalci na godišnjem                                                        | Javier Bardem – Vicky Cristina Barcelona James Franco – Pineapple Express Brendan Gleeson – Kriminalci na godišnjem Dustin Hoffman – Posljednja šansa                    |
| 2009.  | Robert Downey Jr. – Sherlock Holmes                                                            | Matt Damon - Doušnik! Daniel Day-Lewis - Devet Joseph Gordon-Levitt - (500) Days of Summer Michael Stuhlbarg - Ozbiljan čovjek                                           |

### 2010-e
| Godina | Dobitnik film                            | Nominirani |
| ------ | ---------------------------------------- | --- |
| 2010.  | Paul Giamatti – Barnijeva verzija        | Johnny Depp – Alisa u zemlji čudesa Johnny Depp – Turist Jake Gyllenhaal – Ljubav i ostale droge Kevin Spacey – Casino Jack                                |
| 2011.  | Jean Dujardin – Umjetnik                 | Brendan Gleeson – Čuvar zakona Joseph Gordon-Levitt – 50/50 Ryan Gosling – Ta luda ljubav Owen Wilson – Ponoć u Parizu                                     |
| 2012.  | Hugh Jackman – Jadnici                   | Jack Black – Bernie Bradley Cooper – Silver Linings Playbook Ewan McGregor – Lov na losose u Jemenu Bill Murray – Hyde Park on Hudson                      |
| 2013.  | Leonardo DiCaprio – Vuk s Wall Streeta   | Christian Bale – Američka prevara Bruce Dern – Nebraska Oscar Isaac – U glavi Llewyna Davisa Joaquin Phoenix – Ona                                         |
| 2014.  | Michael Keaton – Birdman                 | Ralph Fiennes – Hotel Grand Budapest Bill Murray – St. Vincent Joaquin Phoenix – Skrivena mana Christoph Waltz – Velike oči                                |
| 2015.  | Matt Damon – Marsovac: Spasilačka misija | Christian Bale – Oklada stoljeća Steve Carell – Oklada stoljeća Al Pacino – Danny Collins Mark Ruffalo – Infinitely Polar Bear                             |
| 2016.  | Ryan Gosling – La La Land                | Colin Farrell – Jastog Hugh Grant – Florence Foster Jenkins Jonah Hill – Psi rata Mark Ruffalo – Deadpool                                                  |
| 2017.  | James Franco – Majstor lošeg filma       | Steve Carell – Bitka spolova Ansel Elgort – Vozač Hugh Jackman – Najveći showman Daniel Kaluuya – Bježi                                                    |
| 2018.  | Christian Bale – Čovjek iz sjene         | Lin-Manuel Miranda – Povratak Mary Poppins Viggo Mortensen – Zelena knjiga: Vodič za život Robert Redford – Starac i pištolj John C. Reilly – Stan & Ollie |